# Sibylla pretiosa
Sibylla pretiosa é uma espécie de louva-a-deus encontrada na África setentrional, também conhecida como louva-a-deus críptico. Ganharam esta alcunha pela sua habilidade de crescer assimetricamente para corresponder com a vegetação no seu meio ambiente.

## Fonte
- Este artigo foi inicialmente traduzido, total ou parcialmente, do artigo da Wikipédia em inglês cujo título é «Sibylla pretiosa».